# Елера (Фиренца)
Елера (итал. Ellera) је насеље у Италији у округу Фиренца, региону Тоскана.
Према процени из 2011. у насељу је живело 444 становника. Насеље се налази на надморској висини од 77 м.